# Балка Сторчове
Балка Сторчове, Сторчова — балка (річка) в Україні у Новомиколаївському районі Запорізької області. Ліва притока річки Верхної Терси (басейн Дніпра).

## Опис
Довжина річки приблизно 9,10 км, найкоротша відстань між витоком і гирлом — 7,57 км, коефіцієнт звивистості річки — 1,20. Формується декількома балками та загатами. На деяких ділянках балка пересихає.

## Розташування
Бере початок у селі Сторчове. Тече переважно на південний захід понад селом Іванівське і на північній околиці села Островське впадає в річку Верхню Терсу, ліву притоку річки Вовчої.

## Цікаві факти
- У XX столітті на балці існували газгольдер та декілька газових свердловин[2].